# Plaza Santa Clara (Castellón)
La plaza de Santa Clara es una plaza porticada; en ella se celebran los principales actos lúdicos de Castellón de la Plana.

## Descripción general
Es una plaza a dos niveles, con muchos recovecos pequeños, cerrada por tres de sus cuatro lados con modernos porches y dividida en dos por el monumento a la Fundación de Castellón.

## Historia
Antiguamente, en el solar en el que actualmente se encuentra la plaza, existía desde la fundación de la ciudad un convento de monjas clarisas; de ahí su nombre. El convento, que tras la exclaustración de las órdenes religiosas en el siglo XIX fue convertido en el primer Instituto de Secundaria de la capital, fue demolido tras la Guerra Civil. Se convirtió el solar en una plaza con pequeños parterres. Posteriormente fue transformada en una zona de aparcamiento. En los años 80 fue profundamente remodelada con la intención de recuperar su función de espacio público peatonal y recreativo. Bajo la nueva plaza se construyó también un aparcamiento subterráneo.

## Localización
La plaza se encuentra en pleno centro de Castellón, junto al mercado Central.

## Observaciones

Bajo esta plaza se encuentra un aparcamiento público

Para acceder al nivel superior de la plaza existen escaleras. Las personas con dificultad para caminar pueden acceder a ella desde el mercado Central o desde el pasaje que comunica esta plaza con la plaza Mayor.

### Elementos de interés
- Monumento a la Fundación de Castellón: enorme mole de piedra tallada en ambas caras, que representa la fundación de la ciudad por Jaime I de Aragón y el encuentro o trobada de la Virgen del LLedó por parte de Perot de Granyana. Es original del artista escultor Vicente Lloréns Poy, natural de Villarreal.

### Edificios de interés
- Mercado Central de Castellón: la parte que da a esta plaza es la ampliación del mercado original construido en los años 1940.

### Alrededores de interés
En los alrededores de la plaza se encuentran las llamadas popularmente tascas (calles Barracas e Isaac Peral), donde se encuentra gran cantidad de bares de tapas.
- Datos: Q61766717
- Multimedia: Plaça de Santa Clara, Castelló de la Plana / Q61766717